# Igreja de São João Batista (Stanbridge)
A Igreja de São João Batista é uma igreja listada como Grau I em Stanbridge, Bedfordshire, Inglaterra. Tornou-se um edifício listado no dia 3 de fevereiro de 1967.